# Louis Chirillo
Louis Chirillo (* 20. März 1961 in Seattle) ist ein US-amerikanischer Synchronsprecher kolumbianischer Abstammung.

## Karriere
Seit 1996 ist er im Schauspiel und im Synchronbereich tätig. Er lieh seine Stimme der Shaman aus der südkoreanischen Fernsehserie Pucca und Johnnys Hund Dukey Test aus der Serie Johnny Test.

## Synchronisation (Auswahl)
- 2005–2011: Johnny Test
- 2006: Pucca